# Mozela
Mozela (francosko la Moselle, nemško Mosel, luksemburško Musel) je reka, ki teče skozi Francijo, Luksemburg in Nemčijo. Je levi pritok Rena v katerega se izliva v Koblenzu. V porečje Mozele preko pritokov Sauer in Our sodi tudi majhen del Belgije. 
Mozela med Trierjem in Koblenzom močno vijuga po eni izmed najlepših nemških rečnih dolin. Teče skozi pokrajino, ki jo je oblikoval človek, saj so bili prvi kmetovalci že Rimljani. Danes so njeni obronki vidni v terasastih vinogradih, kjer raste nekaj najboljših rizlingov, številne grajske ruševine pa obvladujejo vrhove nad vasmi in mesti, ki se vrstijo ob bregovih. Traben-Trarbach z art nouveau arhitekturo in Bernkastel-Kues s svojim tradicionalnim mestnim trgom sta dve izmed številnih priljubljenih turističnih znamenitosti ob reki Mozeli.

## Ime
Ime Mosella izhaja iz keltskega imena Moseal, preko latinske Mosella, pomanjševalnica Mosa, latinski opis Meuse pa se uporablja vzporedno z Mosele. Torej Mosella je »Mala Meuse«.
Mozela je prvi zabeležil Tacit v 13 knjigi Annali  in v 4 knjigi Zgodovina.
Rimski pesnik Decimius Magnus Ausonius je opisal to literarno temo že v 4. stoletju. V svoji pesmi iz leta 371, ki se imenuje Mosella in je izšla v 483 heksametrih, ta pesnik pozne antike in učitelj na dvoru v Trierju (Kaiserhof), opisuje potovanje iz Bingena čez hribovje Hunsrück do Mozele in potem sledi poti v Trier po cesti imenovani po njem, Via Ausonius. Avzonij opisuje cvetočo in bogato pokrajino ob reki in v dolini Mozeli, zahvaljujoč politike njegovih rimskih vladarjev.
Reka je nato dala ime dvema francoskima departmajema: Moselle in Meurthe-et-Moselle.

## Geografija
Izvir Mozele je na 715 m nadmorske višine na Col de Bussang na zahodnih pobočjih Ballon d'Alsace v Vogezih. Po 544 kilometrih se izliva v Ren pri Deutsches Eck v Koblenzu na nadmorski višini 59 metrov. Dolžina reke v Franciji je 314 kilometrov, 39 kilometrov tvori mejo med Nemčijo in Luksemburgom in 208 kilometrov teče izključno v Nemčiji.
Mozela teče skozi regijo Lorena, zahodno od Vogezov. Nizvodno v Nemčiji, dolina Mozele predstavlja delitev med hribovji Eifel in Hunsrück.
Povprečni pretok Mozele na ustju je 328 m³ / s, zaradi česar je drugi največji pritok Rena, za reko Aarej s 560 m³ / s in je večja kot sta Majna in Neckar.

### Odseki reke
Odsek Mozele od francosko-nemško-luksemburške tromeje do sotočja z reko Saar blizu Konza tik pred Trierjem je v Nemčiji znan (geografsko napačno) kot Zgornja Mozela. Odsek od Trier do Pündericha je Srednja Mozela, odsek med Pünderichom in izlivom v Koblenzu kot Spodnja Mozela ali terasasta Mozela (Terrassenmosel). Značilnost Srednje in Spodnje Mozele so njeni široki meandri zarezani globoko v višavje Renskega masiva, od katerih je najbolj presenetljiv Cochemer Krampen med Bremmom in Cochemom. Značilne so tudi njene vinogradniške terase.
Od tromeje Mozela zaznamuje celotno območje Posarje-Luksemburg.

### Porečje
Porečje Mozele obsega 28,286 km². Francoski del obsega 15,360 km², kar je približno 54 odstotkov celotnega porečja. Nemški del Porenje - Pfalška je 6,980 km², Posarje 2.569 km², Luksemburg 2521 km², Valonija (Belgija) 767 km² in Severno Porenje - Vestfalija, 88 km².

### Pritoki
Trije največji pritoki Mozele so Meurthe, Saar in Sauer. Meurthe teče v zgornjem toku Mozele, dokler vanjo ne priteče Meuse in jo prevzame. Vendar pa Meuse da malo več vode kot Meurthe na sotočju. Saar je največji od vseh pritokov (78,2 m³ / s), kot tudi najdaljši (246 km). Sauer je največji levi pritok in odmaka regiji na obeh straneh meje, nemško in luksemburško. Največji pritok glede na Mozelo na sotočju je Moselotte, ker je približno 40% večja po prostorninskem toku in predstavlja glavno vejo sistema Mozela. Na ustju Mozela prinaša 328 m³ / s vode v Ren, ko preteče 544 km.
Pritoki z leve: Madon, Terrouin, Esch, Rupt de Mad, Orne, Fensch, Gander, Syre, Sauer, Kyll, Salm, Lieser, Alf, Endert, Brohlbach, Elz.
Pritoki z desne: Moselotte, Vologne, Meurthe, Seille, Saar, Olewiger Bach, Avelsbach, Ruwer, Feller Bach, Dhron, Ahringsbach, Kautenbach, Lützbach, Flaumbach, Altlayer Bach, Baybach, Ehrbach.

### Mesta
Mesta vzdolž Mozele so:
- v Franciji: Épinal, Toul, Pont-à-Mousson, Metz in Thionville
- v Luksemburgu: Schengen, Remich, Grevenmacher in Wasserbillig
- v Nemčiji: Konz, Trier, Schweich, Bernkastel-Kues, Traben-Trarbach, Zell, Cochem in Koblenz

### Hribovja
Od Trierja dolvodno Mozela ločuje dva sredogorska hrbta Eifel (na severozahodu) in Hunsrück (proti jugovzhodu).

## Geologija
Vogezi, hribovje v katerem izvira Mozela, so nastali pred približno 50 milijoni let. V obdobjih miocen in pliocen je starodavna Mozela (Urmosel) že bila pritok starodavnega Rena (Ur-Rhein). Ko se je v kvartarju Renski masiv počasi povečeval, so bili oblikovani okljuki Mozele med Trierjem in kotlino Neuwied.

## Zgodovina
Mozela je bila pri Rimljanih znana z imenom Flumen Musalla (v Tabula Peutingeriana),  reko pa je romantiziral tudi pesnik Avzonij okoli leta 371. Od leta 1815 je Mozela oblikovala mejo med Velikim vojvodstvom Luksemburg in Prusijo (Nemško cesarstvo leta 1871).
V zakonu o ratifikaciji pogodbe vzpostavljene z E. S. P. J. iz 10. aprila 1952, v 2. členu francoska vlada začne, pred vzpostavitvijo skupnega trga, pogajanja z zadevnimi vladami, da bi dosegli hitro izvedbo regulacije Mozele med Thionvillom in Koblenzom«.
Reka je bila regulirana med Metzom in Thionvilleom, preko kanala odprtega leta 1964. Pri otvoritvi so sodelovali vojvodinja Charlotte Luksemburška, Zvezni nemški kancler Konrad Adenauer in njihov gostitelj, general de Gaulle, predsednik Francije.
Na Mozeli, na mestu francosko-nemško-luksemburške tromeje, je bil leta 1992 podpisan  schengenski sporazum, ki določa prost pretok blaga in ljudi v Evropski skupnosti.

## Gospodarstvo
Dolina Mozele med Metzom in Thionvilleom je industrijsko območje, kjer izkoriščajo premog in proizvajajo jeklo.
Dolina Mozela slovi po čudovitih razgledih in odličnem vinu. Je najbolj znana nemška vinska regija, medtem ko se luksemburška vinorodna dežela imenuje Mozela Luxembourgeoise in francoska AOC Moselle. Najbolj znani med vini so rizling, elbling, rizvanec, kerner in auxerrois. Nemški del Mozele je še posebej priljubljena turistična destinacija.

### Plovnost
Po drugi svetovni vojni je Francija pritiskala naj Mozela postane plovna za večje ladje, da bi lahko povezali industrijske predele Lorene. Ko so leta 1955 prebivalci v Posarju glasovali za priključitev k Zahodni Nemčiji, je Francija zahtevala kot »nadomestilo« nadgradnjo Mozele. 27. oktobra 1956 so sklenili »pogodbo o Mozeli« med Nemčijo in Luksemburgom za regulacijo Mozele in priznali, da Nemčija v zameno podaljša »Grand Canal d'Alsace« na Zgornjem Renu namesto razširitve kanala preko Breisacha. Leta 1958 so se dela začela in 26. maja 1964 je bila Mozela uradno odprta od Metza do Koblenz kot glavna pot za ladijski promet s 14 zapornicami. Francija jo je leta 1979 podaljšala do Neuves-Maisonsa. S tem so nadgradili 394 km v Mozele s skupno 28 zapornicami. V letih od 1992 do 1999 je bila plovna pot poglobljena od 2,7 do 3,00 m, kar omogoča 1500-tonskih tovornim uporabljati reko, zmogljivost se je tako povečala za 20%. Plovni del reke ima širino do 40 metrov, več v zavojih. Mednarodna ladijska policija za Mozelo (IMK), ustanovljena leta 1962 s sedežem v Trierju, je odgovorna za plovbo. Zakon o tem je veljaven v vseh treh sodelujočih državah, torej od Metza do Koblenza.
Danes po Mozeli vozijo tovorne ladje daljše od 110 m od Rena v Koblenzu do Neuves-Maisonsa, južno od Nancyja in manjše ladje, ki se priključujejo iz drugih delov Francije preko Canal de l'Est in Canal de la Marne au Rhin. Zapornice so: Koblenz, Lehmen, Müden, Fankel, Sankt Aldegund, Enkirch, Zeltingen, Wintrich, Detzem, Trier, Grevenmacher, Palzem, Apach, Kœnigsmacker, Thionville, RICHEMONT, Talange, Metz, Ars-sur-Moselle Pagny-sur-Moselle, Blénod-lès-Pont-à-Mousson, Custines, Pompej, Aingeray, Fontenoy-sur-Moselle, Toul, Villey-le-Sec, in Neuves-Maisons.
Tovor večinoma prevažajo vlačilci. Gorvodni tovor v glavnem sestavljajo gorivo in rude, dolvodno so glavni proizvodi jekleni izdelki, prod in kamen. Pristanišča so: Trier, Zell, Mertert, Thionville, Metz in Frouard. Poleg tega obstajajo tudi izletniške ladje za turiste, ki vozijo med vinskimi vasmi in manjšimi mesti v Srednji in Spodnji Mozeli. Obstaja tudi jadranje ali športne marine v naslednjih mestih: Koblenz, Winningen, Brodenbach, Burgen, Löf, Hatzenport, Senheim, Treis, Traben-Trarbach, Kues, Neumagen, Pölich, Schweich, Trier in Konz. Mozela je povezana z bližnjim Toulom preko Canal de la Marne au-Rhin ter z Meuse, Saôno in Rôno.

### Spremembe nivoja
Skupno 28 zapornic regulira nivo reke Mozele:
- 16 v Franciji blizu Neuves-Maisons, Villey-le-Sec, Toul, Fontenoy-sur-Moselle, Aingeray, Frouard-Pompej, Custines, Blénod-lès-Pont-à-Mousson, Pagny-sur-Moselle, Ars-sur- Moselle, Metz, Talange, Richemont, Thionville, Kœnigsmacker in Apach
- 2 med Luksemburgom in Nemčijo pri Stadtbredimus-Palzem in Grevenmacher-Wellen
- 10 v Nemčiji: Trier, Detzem, Wintrich, Zeltingen, Enkirch, sv. Aldegund, Fankel, Müden, Lehmen in Koblenz. Sprememba nivoja blizu Detzema ima največjo višinsko razliko - 9 metrov - na 29 kilometrov dolgem kanalu; to je tudi edini prekop.

### Turizem
Skozi dolino Mozele teče Mozelska vinska cesta in Mozelska kolesarska pot, ki se lahko prevozita od Metza v Franciji prek Trierja do Koblenza na razdalji 311 kilometrov. Med Koblenzom in Trierjem velik del teče po trasi stare železniške proge, daleč od hrupa in dima motornih vozil. Vsako leto na nedeljo po binkoštih je 140 kilometrov ceste med Schweichom in Cochemom tudi zaprta za avtomobile kot del Mozela Happy Day.
Več pomembnih gradov in razvalin krasi višine nad dolino Mozele, mnogi so vidni na izletu z ladjo.
Leta 1910 je bila urejena tudi planinska pot dolga 185 kilometrov na strani Eifela in 262 kilometrov na strani Hunsrücka. Nenavadna pohodna pot poteka od Ediger-Ellerja preko Calmont poti do Bremma skozi največje terasaste vinograde v Evropi.
Pred izgradnjo pregrad je bila Mozela priljubljena pot za kajake, kar je razlog, zakaj ima veliko jezov urejen prehod za ladje. Reko danes še vedno uporabljajo kanuisti, še posebej v času teden dni trajajočega letnega zaprtja zapornic, ko ni dovoljen noben komercialni ladijski promet.
V aprilu 2014 je bila odprta Mozelska pohodna pot, 365 km dolga, od Perl v Zgornji Mozeli do Koblenza. Številne so tudi »partnerske poti«, tako imenovane stranske veje in »sanjske poti« (Traumpfade), ki širijo pohodništvo v dolini Mozele.
Pri zapornici Koblenz Mosellum ponuja razstave o selitvi rib v Mozeli, kot tudi ekologiji vode, plovbi in električni energiji. Z izgradnjo informacijskega centra so odprli najsodobnejšo ribjo lestev ob Mozeli.

### Vino
Vinorodna regija, ki leži ob Mozeli, obsega okoli 10.540 hektarjev obdelovalne površine. Največji del, ki je trenutno nekaj manj kot 9.000 ha, je na nemški zemlji v državah Porenje-Pfalška in Posarje; luksemburški del ima površino okoli 1300 hektarjev. V zgornjem delu Mozele vinogradi segajo v Franciji kolikor Seille v regiji Côtes de Mozela s površino 130 ha in na območju okoli Toul (Côtes de Toul), okoli 110 hektarov.
Nemški Mozelska vinska regija, vključno s pritoki, nosi proizvodno ime "Mosel". Iz marketinških razlogov so kmetijski organi v regiji razdeljeni na šest vinorodnih območjih, vinska stroka pa na štiri območja, ki temeljijo na geomorfoloških, mikro-klimatskih in tudi zgodovinskih temeljih:
1. Zgornja Mozela. Dolina, imenovana tudi Burgundska Mozela, Burgundermosel, s svojimi pretežno školjčnimi apnenci spada geološko v pariško kotlino, kar pojasnjuje majhen delež rizlinga - le okoli 10% v letu 2010 - in vse večjo pridelavo belega pinota in modrega pinota.
2. Trierska pokrajina. Po mestu Trier in v dolinah Saar in Ruwer; s svojimi stranskimi dolinami  na skrilavcu prevladuje rizling, z več kot 80% pridelka. Podnebna značilnost tega območja je pogosta usmerjenost jugozahodno-jugovzhodno, kjer je vegetacija izpostavljena močnejšim, hladnejšim vetrovom in, še posebej v luči globalnega segrevanja, pogosto dosežejo nižje stopnje zrelosti kot v ozki pogosto globoko zarezani dolini Srednje in Spodnje Mozele.[9]
3. Srednja Mozela. Z okoli 6000 hektarji vinogradov je največje vinorodno območje Mozele. Po mnenju vinskih strokovnjakov in trgovcev, "največjih" vin Mozele, tako v količini kot kakovosti, zrasle tu na zemljišču, ki je bilo urejeno v velike skrbi za opevane strmo nagnjene vinograde.[10]
4. Spodnja Mozela. Tu je vinogradništvo bolj slikovito: z velikim številom srednjeveških gradov, visoko nad vasicami, okrašenimi s pollesenimi hišami, obdanimi s strmimi pobočji, z majhnimi terasami v ozki, vijugavi dolini. Tukaj je gojenje vinske trte zelo delovno intenzivno in drago in skoraj ni ekonomično. Vinogradi pogosto delajo izgubo.

Vinska industrija ob nemški Mozeli se zmanjšuje že desetletja. Leta 2005 je statistika pokazala, da je bilo 10.375 hektarjev vinogradov; leta 2012 se je ta znižala na samo 8491. Vinogradi, ki so opuščeni so večinoma tisti, na zelo strmih pobočjih. Podatki Kmetijske zbornice za Porenje-Pfalška za več vinskih vasi ob Spodnji Mozela kažejo, da je bilo v začetku leta 1960 še 797 vinskih podjetij, v začetku leta 2000 le nekaj manj kot 100.

### Mozelski skrilavec
Mozelski skrilavec (Moselschiefer) je blagovna znamka za proizvodnjo in trgovino s skrilavcem iz občin Mayen, Polch, Müllenbach, Trier in njegovo okolico. Danes samo izdelki iz rudnikov strešnega skrilavca v Katzenbergu in Margareta v Mayenu nosijo ime Mozelski skrilavec. Ime izhaja iz zgodovinske transportne poti za ta skrilavec ob Mozeli v Spodnjem Renu.

## V literaturi
V 20. stoletju je reko in folkloro ter lokalno zgodovino mest ob njenih bregovih opisal britanski potopisec Roger Pilkington. V zgodbi, "Sedem Švabov" bratov Grimm, in govori o Švabih, ki poskušajo prečkati Mozelo in se zaradi nerazumevanja lokalnega jezika vsi utopijo.

## Gradovi
- Château de Meinsberg (dit de Malbrouck): ta grad je bil zgrajen v 15. stoletju, vendar obnovljena leta 1990. Danes se uporablja za številne kulturne prireditve.
- Château Fort de Sierck-les-Bains: leži tik na francosko-nemški meji pri Sierck-les-Bains; ta trdnjave Lorenskega vojvode sega v 11. stoletje. Večina današnjega gradu je bila zgrajena v 18. stoletju.
- Grad Berg: renesančni grad pri Nennigu, danes pa hotel in igralnica.
- Alte Burg: dvorec, zgrajen leta 1360 pri Longuichu. Eden izmed redkih ohranjenih dvorcev na podeželju Porenje-Pfalška.
- Grad Lieser: palača pri Lieserju je bila zgrajena med letoma 1884 do 1887 v historicističnem slogu.
- Grad Landshut: grad volilnega kneza iz Trierju, zgrajen v 13. stoletju v Bernkastel-Kues.
- Grevenburg: ruševine gradu pri Traben-Trarbachu Johanna III. Sponheim-Starkenburškega okoli 1350, uničen po številnih obleganj leta 1734.
- Grad Marienburg: grad iz 12. stoletja in pozneje samostan blizu Pündericha in Alfa.
- Grad Arras: grad iz 12. stoletja v Alfu.
- Metternichov grad: grad zgrajen okoli 1120 na Beilstein, danes deloma v ruševinah.
- Grad Cochem: grad Cochem je bil prvotno zgrajen v 11. stoletju, vendar so ga francoski vojaki popolnoma uničili leta 1689. Sedanji grad je bil obnovljen kasneje v 19. stoletju.
- Grad Thurant: Nad mestom Alken stoji grad Thurant, zgrajen v 13. stoletju. To je le dvostolpni grad ob Mozeli. Trdnjavo je zgradil pfalški grof Henrik iz hiše Guelph med 1198 in 1206. Od 1246 do 1248 sta se zanj potegovali dve nadškofiji Köln in Trier. Po osvojitvi je bil razdeljen s predelno steno na dve polovici, od katerih je vsak ohranil en stolp. V 19. stoletju je Thurant postal razvalina; leta 1911 ga pridobil svetnik dr. Robert Allmers, in ga obnovil. Od leta 1973 je bil grad v lasti družine Allmers in Wulf.[12]
- Grad Ehrenburg: grad iz 12. stoletja, ki ga je zgradil volilni knez iz Trierja.
- Grad Eltz: grad družine von Eltz, katere zgodovina sega v 12. stoletje. Še vedno je v zasebni lasti, vendar je odprt za obiskovalce.
- Spodnji in Zgornji grad, Kobern-Gondorf: dva gradova iz 11. stoletja, je danes večinoma v ruševinah.
- Grad Pyrmont: ta grad iz 13. stoletja v bližini Roesa je bil predelan in večkrat razširjen v baroku.
- Grad Bischofstein: preko reke v občini Burgen iz 13. stoletja je bil uničen med devetletno vojno, vendar pa so ga obnovili in sedaj služi kot počitniški center gimnazije iz Krefelda.